# Замок Веттин
Замок Веттин (нем. Burg Wettin) — средневековый замок в немецком городе Веттин-Лёбеюн в федеральной земле Саксония-Анхальт. Родовой замок Веттинов — саксонских маркграфов, курфюрстов и королей.
Расположенное на скале над рекой Зале протяжённое сооружение состоит, по существу, из трёх отдельных замков со своей историей: Верхнего, Среднего и Нижнего. При этом Нижний замок (нем. Unterburg) является не только наиболее хорошо сохранившимся, но, скорее всего, и самым старым из них (X век), что было выявлено археологическими изысканиями под руководством Пауля Гримма в 1920—1930 годах.

## Исторический очерк
Ранняя история Веттина, как и множества других средневековых замков, достоверно неизвестна. И всё же, основываясь на ряде письменных источников и на данных археологических изысканий, можно утверждать, что уже в эпоху Каролингов здесь, на границе германских и славянских племён, на месте переправы через реку Зале, существовало укреплённое славянское поселение. В ходе германской колонизации Веттин стал одним из ранних германских административных центров региона, сохранив, однако, своё старое имя Витин, происходящее от старосорбского «вит», что означает «добро пожаловать».
Первое письменное упоминание Веттина (лат. Vitin civitas, то есть город Витин) встречается в послании Оттона I от 29 июля 961 года, в котором Веттин назван выплачивающим десятину магдебургскому монастырю св. Маврикия.
В 980-х годах Веттин находился под властью маркграфа Рикдага, после смерти которого замок, ставший центром одноимённого графства, был пожалован его родственнику Дедо. Альтцелльские анналы называют графом Веттина также Дитриха II, после убийства которого в 1034 году Веттин перешёл к его сыну Тимо. Один из сыновей последнего, Конрад, правивший в замке с 1091 года и прозванный Великим, заложил основы будущего политического могущества династии Веттинов, назвавшейся по своему замку.
В 1123 году Конрад, ставший к тому времени маркграфом в Мейсене, передал замок Веттин своим министериалам из рода фон Шохвиц (нем. von Schochwitz). Однако уже в 1156 года Веттин служил резиденцией Генриха, одного из сыновей Конрада, в связи с чем был возведён так называемый Верхний замок.
После смерти малолетнего Генриха III фон Веттина в 1217 году замок и графство Веттин отошли графам Брены, во владении которых они оставались до ноября 1288 года, когда Оттон IV фон Брена продал графство Веттин архиепископу Магдебурга.
После 1300 года замок с соответствующими земельными наделами служил бенефицием, и в течение столетий часто менял своих владельцев. Так, например, в 1440 году Верхний замок полностью оказался во владении дворянского рода фон Трота, значительная часть Веттина длительное время принадлежала роду фон Шраплау (до 1592 года, когда их надел перешёл к бранденбургским курфюрстам).
Однако, кажется, в начале XVII века начался период упадка: на гравюре Маттеуса Мериана 1640 года бергфрид (главная башня) Верхнего замка выглядит руиной (разобран в 1697 году). В произошедшем в 1660 году сильном городском пожаре Верхний замок полностью сгорел, вслед за чем в 1663 году семья фон Трота продала его Иоганну Генриху фон Мениусу (нем. Johannes Heinrich von Menius), при котором до 1689 года было возведено массивное строение, называемое в его честь (нем. Menuissches Haus).
Нижний замок был продан архиепископами Магдебурга в 1446 году Коппе фон Аммендорфу и Каспару Аус-дем-Винкелю. Спустя почти 90 лет, в 1555 году род Аус-дем-Винкель выкупил вторую половину замка у Аммендорфов, и около 1600 года при Кристофе Аус-дем-Винкеле здесь начались обширные строительные работы. Был перестроен Аммендорфский дом, и в 1606 году возведена угловая так называемая башня Винкелей.

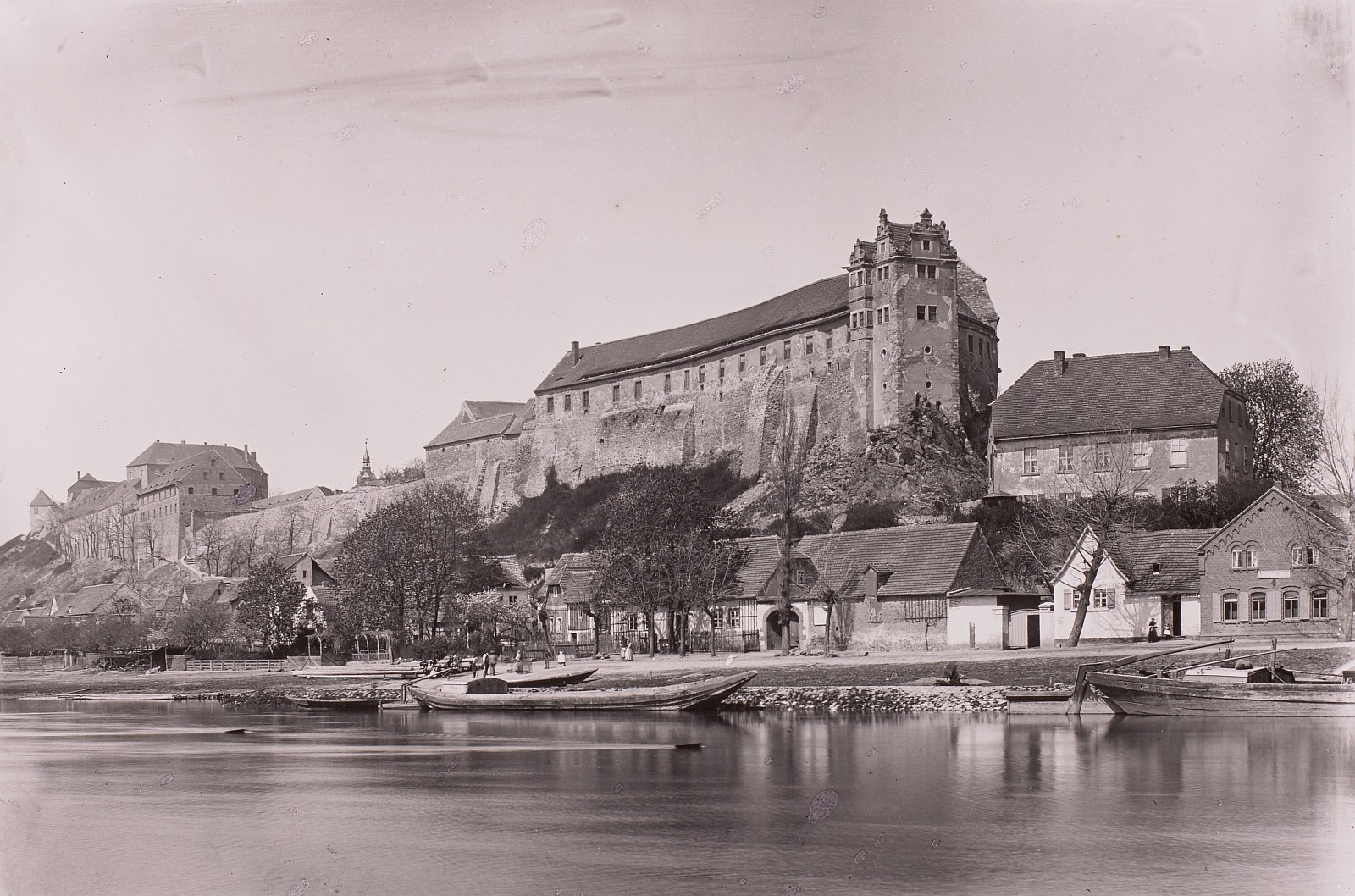
Замок Веттин, 1885 год

В 1795 году Аус-дем-Винкели продали свои владения дворянскому роду фон Мероде, от которых замок в ноябре 1803 года перешёл к Луи Фердинанду Прусскому. В 1806 году по его указанию был существенно перестроен дом Винкелей.
После смерти Луи Фердинанда Нижний замок стал сдаваться в аренду различным ремесленным и промышленным предприятиям: так, в его зданиях размещались пивоварня и винокурня, что непосредственно отразилось на сохранности замка. Для нужд производства между 1806 и 1813 годами были снесены ворота на северной стороне, и около 1830 года разобраны верхние этажи северного и южного флигелей, за чем последовали церковь св. Петра и бергфрид, разобранные в 1840 и в 1860 году соответственно. На их месте были возведены различные хозяйственные постройки, определяющие облик Нижнего замка по сей день.
В годы национал-социалистической диктатуры в Нижнем замке располагалась партийная школа НСДАП (нем. Gauführerschule), о чём напоминают перестроенные в начале 1930-х годов ворота.
После Второй мировой войны в начале 1950-х годов здесь была обустроена сельскохозяйственная финансово-экономическая школа, в 1963 году — сельскохозяйственное училище защиты растений, в 1968—1969 годах преобразованное в инженерно-агрохимическое училище, для которого были возведены новые здания интерната, лаборатории и учебные корпуса (в том числе на территории Среднего замка).
В 1991 году в замке, перешедшем в собственность района Залькрайс, была организована Замковая гимназия-интернат Веттина (нем. Burg-Gymnasium Wettin), специализирующаяся на преподавании (истории) искусства — единственная в своём роде в Средней Германии (Саксония, Саксония-Анхальт, Тюрингия). Ввиду территориальной близости она работает в тесном сотрудничестве с Высшей школой искусств и дизайна (нем. Burg Giebichenstein Kunsthochschule Halle) в Галле.